# 尼澄
尼澄（？年—1636年），字登甫，号念棘，直隶鉅鹿縣人。明朝政治人物。

## 生平
天啓元年（1621年）中举，崇祯四年（1631年）辛未科進士。都察院观政，授安阳县知县，八年补滋阳县，九年任本省同考官，以政绩卓异，被纪录七次。后忽然病亡，其继室贾氏哀号三日，從夫而死。